# Partido dos Aposentados da Nação
O Partido dos Aposentados da Nação (PAN) foi um partido político brasileiro, fundado em 22 de novembro de 1995. Foi um partido classista, estruturado para defender a classe dos aposentados. Seu código eleitoral foi o 26, anteriormente utilizado pelo também extinto Partido Municipalista Brasileiro (PMB).
A figura mais conhecida do partido era seu presidente, Osmar Lins, que se destacou nas campanhas políticas com o slogan "Peroba neles!", utilizado em suas campanhas eleitorais desde 2000, contra políticos denominados "cara-de-pau".
Em 2006, durante a campanha para deputado estadual, No mesmo ano, elegeu 4 deputados federais: Cléber Verde, pelo Maranhão (posteriormente, migrou para o PRB), Jurandyr Loureiro, pelo Espírito Santo, Hidekazu Takayama, pelo Paraná, e Silas Câmara, pelo Amazonas (que mais tarde se filiaram ao PSC).
Na eleição presidencial de 1998, o partido inicialmente lançou João Olivar Farias como candidato à presidência, mas a candidatura foi retirada Após o candidato ter problemas de saúde, e o partido decidiu apoiar Ciro Gomes.

## Extinção
Em 5 de outubro de 2006, o PAN foi oficialmente incorporado ao Partido Trabalhista Brasileiro, como estratégia para evitar que ambos os partidos fossem afetados pela cláusula de barreira. Dois anos depois, o Tribunal Superior Eleitoral rejeitou as contas do PAN referentes ao ano de 2005, juntamente com o PSDC (atual Democracia Cristã).

## Desempenho eleitoral

### Eleições presidenciais
| Ano  | Imagem | Candidato(a) a Presidente | Candidato(a) a Vice-Presidente | Coligação                           | Votos              | Posição |
| ---- | ------ | ------------------------- | ------------------------------ | ----------------------------------- | ------------------ | ------- |
| 1998 |        | Ciro Gomes (PPS)          | Roberto Freire (PPS)           | Brasil Real e Justo (PPS, PL e PAN) | 7.426.190 (10,97%) | 3ª      |